# The Mystery of Room 13
The Mystery of Room 13 è un film muto del 1915 diretto da George Ridgwell.

## Trama
Figlia di un ricco industriale, June Baxter sposa il conte Rizzo. Ma ben presto il matrimonio fallisce e la donna, lasciato il marito, comincia ad occuparsi della fabbrica di suo padre. Con l'aiuto di Clay Foster, il sovrintendente dello stabilimento, inizia una serie di migliorie che riguardano anche gli operai. Tra lei e Foster nasce l'amore, ma il conte Rizzo accetta di concederle il divorzio solo quando  si trova in grosse difficoltà finanziarie. Seguita da Foster, June si reca nella camera d'albergo del marito per discutere i termini dell'accordo. Ma la somma richiesta per lasciarla libera è esorbitante: June viene aggredita da Rizzo e solo l'intervento di Foster la salva. La mattina seguente, il conte viene trovato morto e June viene arrestata per il suo omicidio. Per salvarla, Foster si autoaccusa. Il vero assassino verrà però scoperto da un reporter: ora i due innamorati possono cominciare la loro vita insieme.

## Produzione
Il film fu prodotto dalla Edison Company.

## Distribuzione
Distribuito dalla General Film Company, il film uscì nelle sale cinematografiche USA il 29 ottobre 1915.